# Dipodidae

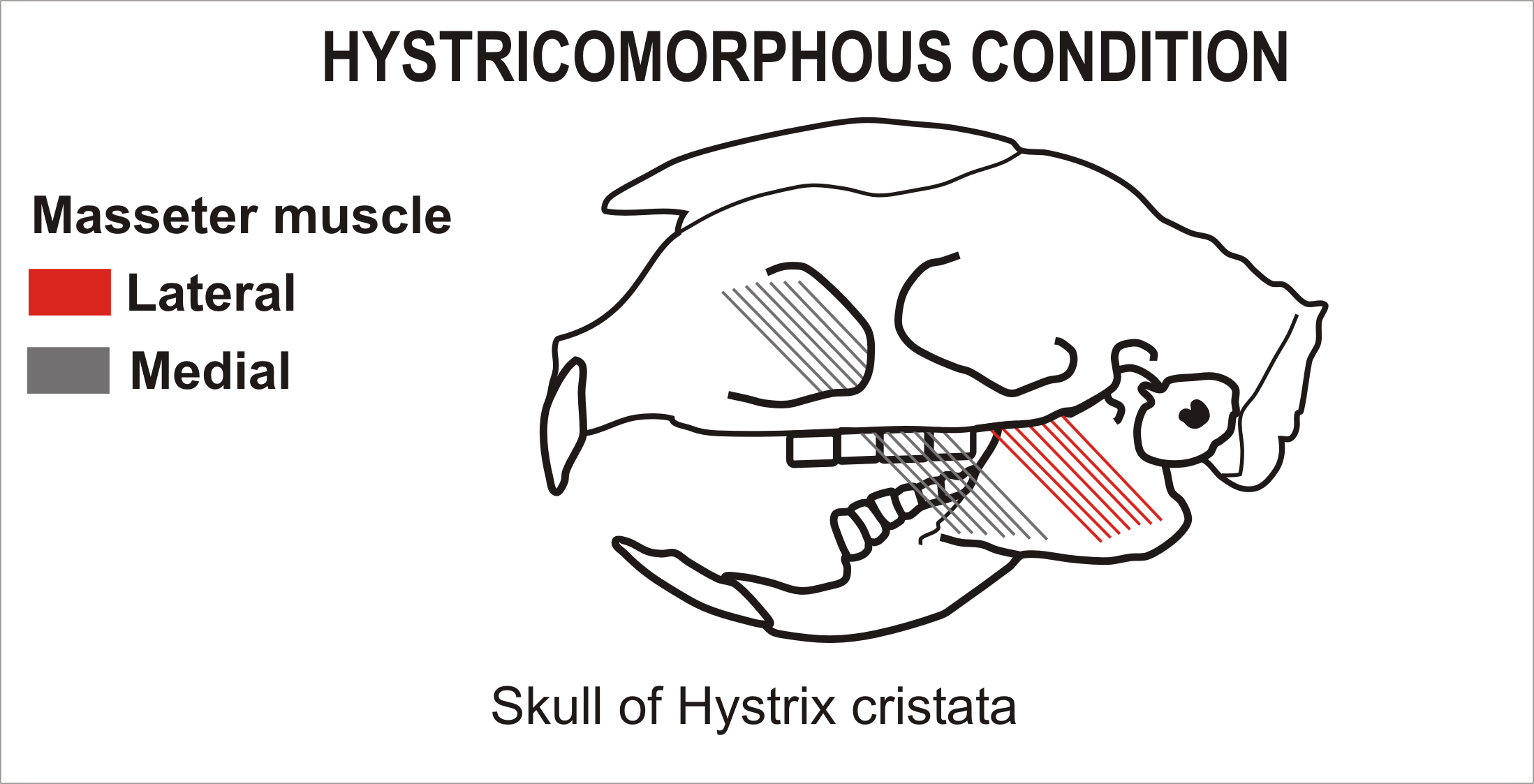
Fig.1

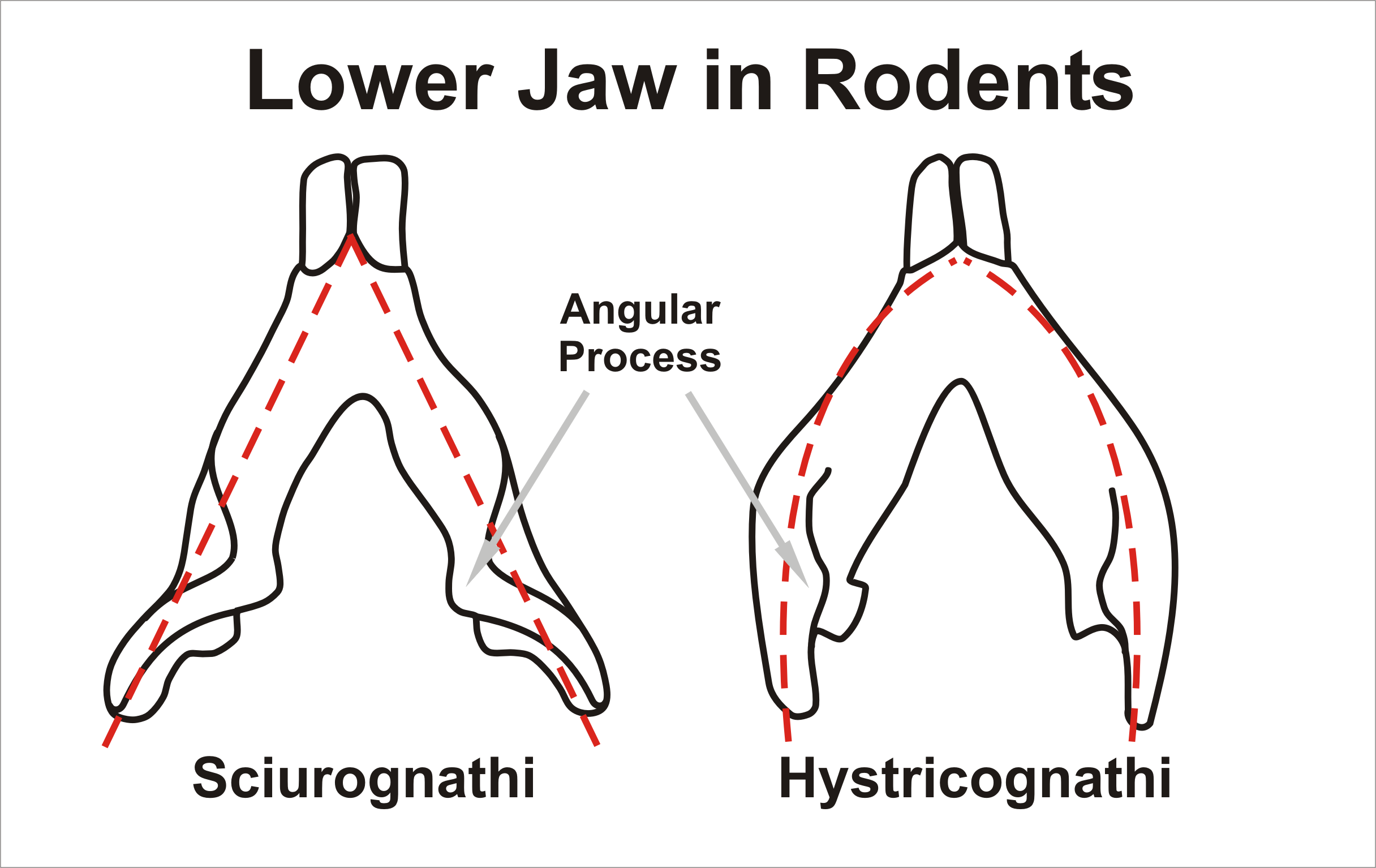
Fig.2

I Dipodidi (Dipodidae Fischer, 1817) sono una famiglia di Roditori, unica della superfamiglia dei Dipodoidea, del sottordine dei Miomorfi i cui membri sono comunemente noti con i nomi: topi saltatori, gerboa o topi delle betulle.

## Descrizione

### Dimensioni
Questa famiglia comprende piccoli roditori con le dimensioni che variano dal gerboa nano del Baluchistan, con la testa ed il corpo lunghi soltanto fino a 47 mm e considerato per questo uno dei roditori più piccoli al mondo, fino al grande gerboa, con una lunghezza della testa e del corpo fino a 263 mm e un peso fino a 450 g.

### Caratteristiche craniche e dentarie
Il cranio è largo e presenta un foro infra-orbitale notevolmente ingrandito attraversato da un fascio del muscolo massetere, condizione tipicamente istricomorfa (Fig.1), l'osso giugale si allarga anteriormente a formare una placca di protezione verso le orbite, le arcate zigomatiche sono sottili, la bolla timpanica può raggiungere dimensioni notevoli e il ramo ascendente della mandibola, di tipo sciurognato (Fig.2), è poco sviluppato. I denti masticatori sono brachiodonti, ovvero con una corona poco elevata e con la superficie occlusiva praticamente piatta e principalmente priva di cuspidi. Sono presenti generalmente tre denti masticatori su ogni semi-arcata, talvolta è presente un premolare superiore addizionale su ogni semi-arcata. Gli incisivi sono generalmente lisci, eccetto che nella sottofamiglia Zapodinae e alcuni generi della sottofamiglia Dipodinae, dove sono attraversati da un solco longitudinale superficiale.

### Aspetto
L'aspetto generale è quello di un piccolo topo, con la porzione posteriore modificata per un adattamento al salto, meno evidente nelle sottofamiglie Sicistinae e Zapodinae che in alcune classificazioni sistematiche sono considerate come appartenere ad una famiglia a sé stante, nota come Sicistidae. La testa è relativamente grande, gli occhi sono scuri e sporgenti, le orecchie sono ben sviluppate, in alcune forme eccezionalmente grandi ed allungate. La regione nasale talvolta è appiattita, donando all'animale un grugno simile a quello dei maiali. Il collo è corto, le vertebre sono poco sviluppate e spesso fuse tra loro. Le zampe anteriori sono corte e non contribuiscono quasi mai alla deambulazione, mentre quelle posteriori sono caratteristicamente modificate, con una riduzione nel numero di dita e con l'allungamento delle ossa metatarsali, che talvolta sono fuse tra loro nel formare un unico osso denominato cannone. L'andatura tipica assunta è quella di una serie di balzi bipedi. La coda è molto più lunga della testa e del corpo, termina spesso con un evidente ciuffo di lunghi peli ed ha una funzione fondamentale da bilanciere durante la corsa e di terzo appoggio nella posizione da fermo. La maggior parte delle specie è provvista di un osso penico.

## Distribuzione e habitat
Questa famiglia è diffusa nell'Ecozona paleartica dall'Africa settentrionale attraverso tutta l'Asia centrale fino alla Cina e alla Mongolia. La sottofamiglia Zapodinae è inoltre presente nell'America settentrionale e quella Sicistinae anche in Europa settentrionale.
Vivono nelle foreste, radure, steppe e nei deserti sia caldi che freddi.

## Tassonomia
La famiglia si suddivide in 6 sottofamiglie e 19 generi:
- I tre metatarsi centrali sono separati tra loro.
  - La bolla timpanica non è eccessivamente rigonfia.
    - Sottofamiglia Sicistinae - Gli incisivi superiori sono lisci.
      - Sicista - topo delle betulle

    - Sottofamiglia Zapodinae - Gli incisivi superiori sono attraversati longitudinalmente da un solco superficiale.
      - Eozapus
      - Napaeozapus
      - Zapus

  - La bolla timpanica è eccezionalmente rigonfia.
    - Sottofamiglia Cardiocraniinae
      - Cardiocranius
      - Salpingotulus
      - Salpingotus
- I tre metatarsi centrali sono fusi tra loro in un unico osso.
  - I piedi hanno solo tre dita.
    - Sottofamiglia Dipodinae
      - Chimaerodipus
      - Dipus
      - Eremodipus
      - Jaculus
      - Paradipus
      - Stylodipus

  - I piedi hanno quattro o cinque dita.
    - Sottofamiglia Allactaginae - Il muso è corto, le orecchie non sono eccessivamente lunghe.
      - Allactaga
      - Allactodipus
      - Orientallactaga
      - Pygeretmus
      - Scarturus

    - Sottofamiglia Euchoreutinae - Il muso è lungo, le orecchie sono enormi.
      - Euchoreutes

## Evoluzione
La famiglia è presente in Europa, Asia ed America settentrionale dall'Oligocene, dal basso Pliocene in Asia e dal Pleistocene in Africa.